# 跨性別成因
性別不一致是指性別認同與出生時指定性別不符的狀態。這種情況常見於認同為跨性別或變性者的人群，並且通常會導致性別不安。关于性别不一致的成因，已历经数十年的研究。
关于跨性别者的大脑研究，尤其是针对对女性具有吸引力的跨性別女性（女性取向），以及对男性具有吸引力的跨性別男性（男性取向）的研究，目前仍较为有限，原因在于相关研究仅涵盖了少量受试者。雙胞胎研究表明，基因在性别不一致现象中发挥着一定作用，然而具体涉及的基因尚不明确或者未被充分理解。《跨性别健康国际期刊》上发布的一项研究发现，20% 的同卵双胞胎同时皆为跨性别者，相比之下，仅有 2.6% 的异卵双胞胎如此；研究者认为，同卵双胞胎所共享的基因乃是原因之所在。
环境因素，诸如孕期激素暴露等，亦被纳入研究范畴，但是此类因素进行测试存在一定难度。

## 基因
Rearing2008年的一項研究比較了112名跨性別女性（包括男性戀與女性戀），大多數已經接受激素治療，共有258名順性別男性對照組。對於雄性激素或睾酮，跨性別女性比順性別男性更有可能擁有更長類型的受體基因（基因的更長且重複），這降低了其結合睾酮的有效性。雄激素受體（NR3C4）通過與睾酮或二氫睾酮的結合而活化，其在男性第一性徵和男性第二性徵的形成中起關鍵作用。該研究表明，減少雄激素和雄激素信號傳導有助於跨性別女性的女性性別認同。作者說，在發育過程中大腦中睾酮水平的降低可能會阻止跨性別女性的大腦完全男性化，從而導致更多的女性化大腦和女性的性別認同。
一種名為CYP17的變異基因型，其作用於性激素的孕烯醇酮和黃體酮，已被發現與跨性別男性相關，但與跨性別女性無關。最值得注意的是，跨性別男性受試者不僅更頻繁地具有變異基因型，而且具有與男性對照組相當的等位基因分佈，與女性對照組不同。該論文得出結論，女性特定性CYP17 T -34C等位基因分佈模式的喪失與跨性別男性相關。
在2013年，一項雙胞胎研究結合了一項對雙胞胎的調查和已發表的跨性別雙胞胎報告的文獻綜述。調查中這些雙胞胎中的一或兩位已經進行，或有計劃和醫療許可進行性別過渡。研究發現樣本中三分之一的同卵雙胞胎同時是跨性別者：指派性別為男性的單卵或同卵雙胞胎中有39對中的13對（33%）同時是跨性別女性，指派性別為女性的單卵或同卵雙胞胎中則有35對中的8對（22.8%）同時是跨性別男性。在異卵或基因不同的雙胞胎中，僅有38對中的1對（2.6%）同時是跨性別者。同時為跨性別者的同卵雙胞胎顯著的比例，以及同時為跨性別者的異卵雙胞胎（而且他們都在同一個家庭被撫養）的確實鮮少，證明了跨性別身份受到遺傳的顯著影響。

## 產前雄激素暴露
產前缺乏雄激素的接觸或缺乏或对产前雄激素敏感性是通常被引用來解釋以下的發現。为了验证这一点，研究检查了跨性別者和順性別者的指長比（一種普遍接受的產前雄激素的暴露標誌）上的差异。一项綜合分析的结论是，这种關聯的影响情況很小或根本不存在。
XX性染色體患者的先天性腎上腺增生症導致產前雄激素過量暴露，導致生殖器男性化，通常具有爭議的是產前激素治療和產後外科手術干預。患有CAH的個體通常是被當女孩撫養，並且往往具有與典型女性相似的認知能力，包括空間能力、語言能力、語言側化、用手习惯和侵略性。研究表明，XX染色體的人患有CAH更容易被同性吸引，其中至少有5.2％的人會出現嚴重的性別不安。
在具有5α還原酶缺乏症的男性中，睾酮往二氫睾酮的轉化被破壞，從而減少了生殖器的男性化。患有這種病症的個體通常性徵較接近女性而被當女孩撫養。
然而，超過一半的男性患有這種疾病並且被當作女性撫養，之後以男性角色生活。科學家們推測，青春期男性特徵的定義以及較高的男性社會地位是他們從女性轉換到男性的兩種可能動機。

## 大腦結構
跨性別大腦研究的數量有限，關於被女性吸引的跨性別女性、被男性吸引的跨性別男性的研究則更為稀少，這是因為受試者有限。幾個研究發現了性別認同和大腦結構之間的大腦結構之間的聯系。終紋床核是一個以性和焦慮反應（並且受產前雄激素的影響）而聞名的大腦區域。Zhou等人的首個此類研究（1995年）發現在終紋床核（BSTc）中，六位跨性別女性屍體具有女性典型的BSTc大小，這點與該研究中的順性別女性屍體相似。這些跨性別女性都經受了激素治療，除一個以外所有都做過性別重置手術。對照組屍體中有順性別女性，還有出於種種醫療緣由經歷了激素逆轉的男性。對照組的該大腦區域體積依舊與他們性別的典型大小相符。沒有發現這些與性傾向的聯系。
在一個後續研究里，Kruijver等人（2000年）研究了BSTc中神經元的數量而非體積。他們發現了與Zhou等人的研究同樣的結果，而且發現了更為突出的差異。一個未接受激素治療的跨性別女性也是被試者之一，盡管如此，其依舊與女性神經元數量相符。
在2002年，另一個由Chung等人所作的後續研究發現，BSTc中顯著的性別二態性直到成年才建立。Chung等人得出了這個理論：胎兒激素水平的變化，導致了BSTc突觸密度、神經元活性或神經化學物質含量的變化，這使得BSTc的大小和神經元數量也改變，或者可能是BSTc的大小受到性別不一致的影響。
有人認為BSTc差異可能是激素替代治療的結果。也有人提出因為戀童癖罪犯也有更小的BSTc，女性化的BSTc可能是性欲倒錯的標志，而非跨性別身份的標志。
在一篇2006年對證據所作的綜述中，Gooren認為早期的研究支持了性別不一致是性別二態性大腦中的性分化障礙的假說。Dick Swaab（2004年）也同意。
在2008年，Garcia-Falgueras和Swaab發現下丘腦前部間質核（INAH-3）在性別二態性和性別不一致方面有和BSTc相似的特性。這個研究對照的方法和Zhou等人、Kruijver等人相同。差異甚至比BSTc更明顯：對照組男性的平均體積和神經元數量分別是對照組女性的1.9倍和2.3倍，而同時無論激素水平如何，跨性別女性都在女性範圍內，跨性別男性在男性範圍內。
一項2009年由Luders等人所作的MRI研究發現，在24名未進行激素治療的跨性別女性中，局部灰質濃度和順性別男性更相似，但與順性別男性相比右側殼核的灰質體積明顯更大。與早期的研究相似，研究者得出結論，跨性別身份與獨特的腦部模式相關聯。MRI掃描便利了對大腦結構做更大範圍的研究，但鑒於不同神經組織類型之間缺乏對比度，看不見獨立的神經核，因此其它對BSTc等做的研究是通過解剖屍體大腦完成的。
彌散張量成像（DTI）是一能將白質可視化的MRI技術，其結構是性別二態性的。Rametti等人（2011年）使用彌散張量成像的方法研究了18個未接受激素治療的跨性別男性。Rametti等人發現與19位順性別女性戀女性相比，跨性別男性的白質中右側 SLF 後部、小鉗狀體和皮質脊髓束的部分各向異性值更高。與24名順性別男性相較，跨性別男性只在皮質脊髓束中表現出更低的FA值。研究發現，跨性別男性的白質模式向順性別男性的方向轉變。
Hulshoff Pol等人（2006年）研究了8位跨性別男性和6位跨性別男性的總體腦體積，他們都在經受激素治療。他們發現激素在以與他們的性別一致的方式改變下丘腦的大小：男性化激素治療使下丘腦體積向與對照組男性一致的男性方向移動，反之亦然。他們的結論是：“研究結果表明，性腺激素對於維持人腦各方面的性別特異性差異終生都有著重要性。”
2011年發表在《神經內分泌學尖端領域》上的一篇綜述發現，“研究發現mtf跨性別者中存在女性的INAH3和BSTc。迄今為止唯一一位我們可以研究的ftm跨性別者有著表現清晰男性特征的BSTc和INAH3。…研究發現這些性別背離不受成年循環激素水平的影響，因此似乎是在發育過程中出現的”，並且“所有支持關於跨性別起源的神經生物學理論的觀察結果，換言之就是說與性別認同相配的是腦結構的大小、神經元數量、功能和連接，而不是性器官、出生證明或護照的性別”。
2015年的一篇綜述稱，兩項研究發現跨性別者的白質微觀結構差異和指派性別不同、並與他們想要的性別一致。這些研究中的一項里性傾向對於結果擴散度沒有影響。
2016年的一篇綜述在考量男性戀跨性別女性和女性戀跨性別男性時同意其它綜述的結論。這篇綜述稱激素治療可能會對大腦產生巨大的影響，順性別女性的腦皮層厚度通常比順性別男性的厚，跨性別女性的腦皮層同樣地可能比順性別男性更厚，但是是在與順性別女性不同的位置。它還指出，對跨性別女性和跨性別男性來說，“跨性別激素治療會影響大腦的總體形態和白質微觀結構。當達到藥理劑量的激素到達大腦時，預期會有大腦的變化。因此，激素治療後的跨性別大腦模式不能作為跨性別大腦表型的證據，因為治療會改變大腦的表型，掩蓋治療前的大腦模式。”
《神經精神藥理學》上一篇2019年的綜述發現在達到性別不安診斷標準的跨性別個體中，“皮質厚度、灰質體積、白質微結構、結構連接和胼胝體形狀，比起那些出生性別相同的人，他們與同一希望性別的順性別對照受試者更加相似。”
一篇2020年的論文試圖研究並區分兩個相競爭的關於神經發育皮層的假說。一個假說認為存在著不同的大腦表型，另一個是基於功能做的假說，與牽涉到我們身體感知能力（perception）的大腦區域有關。在作為顯著性 (SN) 和執行控制 (ECN) 網絡的一部分的上層大腦頂葉區域里，與順性別男性相較，跨性別男性，跨性別女性和順性別女性都有著較低的連接性。與順性別男性相比，跨性別男性在SN內部區域的連接性更弱，SN區域、默認模式網絡（DMN）、ECN和感覺運動網絡之間的網絡間連接性也更弱。跨性別女性的小世界性、模塊性和聚類系數比順性別男性更低。
《性行為檔案》上2021年的一篇腦研究綜述發現跨性別者的“多數的神經解剖學、神經生理學和神經代謝特征盡管類似於他們的出生性別，而非體驗到的性別”，在跨性別女性中他們發現了女性化和去男性化的特征，對跨性別男性來說反之亦然。他們表示，由於既有研究里存在著局限性和相矛盾的結果，他們不能得出始終使順性別者和跨性別者區別的一般性結論或身份特異性特征。該綜述還發現順性別同性戀和異性戀者間存在差異，而局限因素是相同的。

## 社会因素
在大衛·利馬的生殖器被意外摧毀之後，試圖將其從嬰兒時期開始作為女孩撫養到青春期，但這一個嘗試的失敗被引用來反駁這一理論，即性別認同是由養育子女的方式決定的。在1960年代至2000年之間，许多新生儿和婴儿如果出生时阴茎畸形，或者在意外事故中失去了阴茎，都会被手术重新指定为女性。許多外科醫生認為，這樣的男性在通過手術後和社會上重新指定女性會更為快樂。现有的证据表明，在这种情况下，父母非常努力地将这些儿童抚养成女孩，并尽可能以典型性别的态度抚养他们。在成人隨訪研究中提供定向的七例中，有六例為異性戀男性，其中一例保留女性身份，但被女性吸引。:72-73利馬的案例被北美雙性人協會等組織用來警告反對不必要地修改未成年人的生殖器。
2015年，美國兒科學會發布了關於性別，性別認同，性別表現，跨性別等的網絡研討會系列。在第一講中，Sherer博士解釋說，父母的影響（通過懲罰和行為獎勵）可以影響性別表現，但不影響性別認同。她引用史密森尼的一篇文章，上面展示了一张3岁的富蘭克林·羅斯福总统的照片，他留着长发、穿着裙子。直到1940年，6歲以下的兒童穿著性別中性服裝，包括白色連衣裙。1927年，時代雜誌印製了一張圖表，顯示適合性別的顏色，其中包括粉紅色的男孩和藍色的女孩。Sherer博士認為，孩子们会改变他们的性別表現，以尋求父母和社會的獎勵，但這不會影響他們的性別認同（他們內在的自我意識）。